# Кувиньон
Кувиньо́н (фр. Couvignon) — коммуна во Франции, находится в регионе Шампань — Арденны. Департамент — Об. Входит в состав кантона Бар-сюр-Об. Округ коммуны — Бар-сюр-Об.
Код INSEE коммуны — 10113.
Коммуна расположена приблизительно в 185 км к востоку от Парижа, в 90 км южнее Шалон-ан-Шампани, в 45 км к востоку от Труа.

## Население
Население коммуны на 2008 год составляло 245 человек.
| 1962 | 1968 | 1975 | 1982 | 1990 | 1999 | 2006 | 2009 |
| ---- | ---- | ---- | ---- | ---- | ---- | ---- | ---- |
| 232  | 228  | 222  | 248  | 232  | 237  | 241  | 235  |

## Администрация
| Период  | Период | Фамилия        | Партия        | Примечания |
| ------- | ------ | -------------- | ------------- | ---------- |
| до 1995 | 2008   | Альфред Лазаро | Разные правые |            |
| 2008    |        | Эрве Прьёр     |               |            |

## Экономика
В 2007 году среди 160 человек в трудоспособном возрасте (15—64 лет) 115 были экономически активными, 45 — неактивными (показатель активности — 71,9 %, в 1999 году было 67,9 %). Из 115 активных работали 107 человек (60 мужчин и 47 женщин), безработных было 8 (3 мужчины и 5 женщин). Среди 45 неактивных 14 человек были учениками или студентами, 18 — пенсионерами, 13 были неактивными по другим причинам.